# Dicranomyia (Dicranomyia) takeuchii
Dicranomyia (Dicranomyia) takeuchii is een tweevleugelige uit de familie steltmuggen (Limoniidae). De soort komt voor in het Palearctisch gebied.